# Club Atlético All Boys (Tucumán)
El Club Atlético All Boys es un club deportivo argentino fundado el 22 de sepiembre de 1916 en la ciudad de San Miguel de Tucumán, Tucumán. El club tiene como actividad principal al Fútbol pero también se practican otros deportes, como el Básquet en el cual también es muy destacado. Esta afiliado a la Liga Tucumana de Fútbol. 
Su estadio, Héctor Daniel Varela, se ubica en la Calle Uruguay y 12 de Octubre. Su uniforme es camiseta blanca con franja horizontal en el pecho.
Su clásico rival histórico es Central Norte, con quien disputa el Clásico de Barrio el Bosque.

## Historia

### Fundación y primeros pasos
El 21 de sepiembre de 1916, la comisión directiva del Club Atlético Tucumán se reunió en la secretaría del club, para tomar una medida con respecto a los socios que no se hallaran al día con la couta del club. Es así que un grupo de socios es expulsado del club,  estos socios, esa misma noche reunieron y tomaron la decisión de formar un club para la práctica del fútbol, el nombre se dio debido a que Jacinto Iturre sugirió ese nombre, inspirado en el club de Buenos Aires. Es así que el 22 de septiembre de 1916, en la calle Salta 535 se firmó acta de fundación del Club Atlético All Boys.

### Federación Tucumana
All Boys fue uno de los fundadores de la Federación Tucumana de Football. En sus primeros años, contaba con buenos equipos y buenos jugadores, pero no podía concretar. 

### Primer Anual y Época Gloriosa
En 1932 se corona campeón del Campeonato Anual por primera vez en su historia. En 1933 volvería a ganar el título, consagrándose bicampeón, algo que hasta el momento solo había podido lograr Atlético Tucumán. En estos años All Boys ya empezaba a posicionarse como uno de los clubes más importantes de la provincia, en 1936 se clasifica campeón, demostrando un gran nivel futbolístico. El club terminó la década del 30 siendo el segundo club con más títulos anuales, solamente por detrás del Decano. 

### Último Anual
En el año 1946 se corona campeón del Anual por última vez.

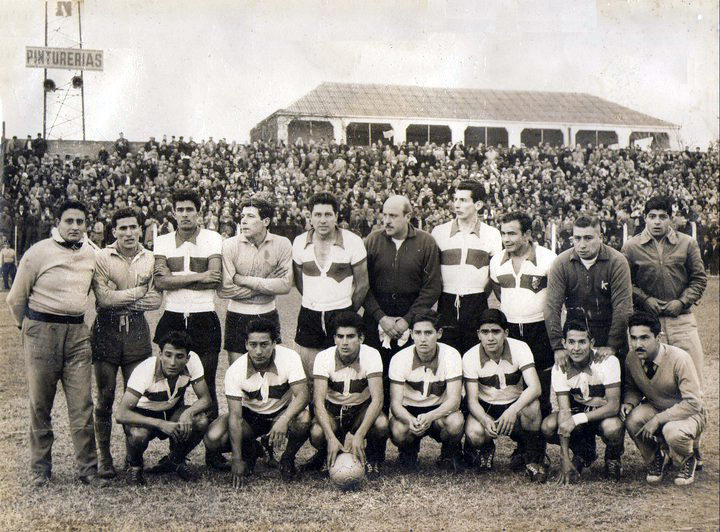
Formación de All Boys en 1961, en el Monumental José Fierro.

## Sedes e infraestructuras

### Primera cancha
All Boys tuvo su primera cancha en la calle Rioja al 800 pero no sería algo estable y se terminaría mudando.

### Vieja Cancha de All Boys
Esta cancha estaba ubicada en la avenida Benjamín Araoz, en el Parque 9 de Julio, cerca de la cancha de Central Norte. En 1940 inaugura el sistema lumínico ante Mitre de Santiago del Estero en un empate 1 a 1. All Boys estaría acá hasta 1948, cuándo en los terrenos fueron destinados para otras cosas. Hoy en día es el lugar donde se ubica la facultad de educación física. Estuvo acá desde 1935 hasta 1948.

### Estadio actual
All Boys compra los terrenos de su nuevo estadio a fines de la década del 40, en la calle Uruguay al 1550, dónde volvería a coincidir en la cercanía con Central Norte.

## Colores
Su uniforme es camiseta blanca con franja horizontal en el pecho.

## Clásico
Su clásico rival es Central Norte, con quien disputa el Clásico de Barrio el Bosque. El clásico se generó debido a la importancia de los clubes y que en sus inicios se encontraban en la definición de los campeonatos. Otra cosa importante es que sus canchas estuvieron muy cerca, en el Parque 9 de Julio, y luego cuando se fueron de esos terrenos volvieron a coincidir en Barrio el Bosque.

## Palmarés
| Torneos locales oficiales | Torneos locales oficiales |
| Competición               | Títulos                   |
| ------------------------- | ------------------------- |
| Campeonato Anual (4)      | 1932, 1933, 1936, 1946.   |
| Honor - FTF (2)           | 1941 y 1961.              |
| Competencia - FTF (4)     | 1919, 1923, 1928, 1961.   |